# Кремень, Тарас Дмитриевич
Тарас Дмитриевич Кремень (укр. Тарас Дмитрович Кремінь; род. 10 июня 1978, Казанка, Николаевская область) — украинский политик. Уполномоченный по защите государственного языка (2020—2025). Народный депутат Украины VIII созыва (2014—2019). Председатель Николаевского областного совета (2014). Депутат Николаевского областного совета (2010—2014). Член партии Народный фронт.
Кандидат филологических наук (2005). Член Наблюдательного совета Киевского университета имени Бориса Гринченко, член Национального союза журналистов Украины и Национального союза краеведов Украины.

## Биография
Родился 10 июня 1978 года в пгт Казанка Николаевской области. Отец — писатель Дмитрий Креминь.
Окончил школу № 10 в Николаеве в 1995 году.
В 1995 году поступил в Николаевский государственный педагогический университет, который окончил в 2000 году по специальности «учитель украинского языка и литературы и английского языка и зарубежной литературы». В 2001 году стал аспирантом отдела украинской литературы XX века Института литературы имени Т. Г. Шевченко НАН Украины, где учился до 2004 года. В 2005 году получил степень кандидата филологических наук, защитив диссертацию «Концептуализация историософского мифа в лирике 1960—1980-х гг.».
Окончил докторантуру на кафедре украинской и зарубежной литературы и методики их преподавания Переяслав-Хмельницкого государственного педагогического университета имени Григория Сковороды.
В 2008 году стажировался по международной программе обмена учёных «Life-long Learning» при Folkuniversitetet в Лундском университете.

### Преподавательская и научная деятельность
С 1997 по 1998 год — учитель английского языка в школе № 10 в Николаеве.
С 2000 по 2010 год преподавал на кафедре украинской литературы Николаевского национального университета имени В. А. Сухомлинского. Являлся заместителем декана. Преподавал украинскую литературу в Николаевском филиале Киевского национального университета культуры и искусств. Руководил художественным агентством «Лакмус».
С 2004 по 2014 год — методист Николаевского территориального отделения Малой академии наук Украины.
С 2011 по 2012 год — доцент кафедры теории и истории литературы Черноморского национального университета имени Петра Могилы.
Профессор кафедры украинского языка и литературы Николаевского национального университета им. В. А. Сухомлинского. Преподавал в Николаевском областном институте последипломного педагогического образования.

### Политическая карьера
На местных выборах 2010 года был избран депутатом Николаевского областного совета от Фронта перемен. Являлся членом постоянной комиссии по вопросам культуры, образования и науки, семьи, молодёжи и спорта
На парламентских выборах 2012 года шёл по спискам «Батькивщины», но в Верховную раду не прошёл.
С 2013 по 2014 год — исполняющий обязанности главы Николаевской областной партийной организации «Батькивщины».
С 25 февраля по 27 ноября 2014 года — председатель Николаевского областного совета.
В ходе досрочных выборов в Верховную раду 2014 года стал депутатом парламента от Народного фронта. Возглавлял подкомитет по вопросам дошкольного, общего среднего, инклюзивного образования, а также обеспечения реализации права на образование лиц, местом жительства которых является временно оккупированная территория, территория проведения антитеррористической операции и территория населённых пунктов на линии соприкосновения Комитета Верховной рады Украины по вопросам науки и образования. Общественным движением «Чесно» Креминь пять раз был уличён в неличном голосовании (кнопкодавстве).
Являлся одним из соавторов закона «Об обеспечении функционирования украинского языка как государственного», согласно которому с 2020 года на обучение на украинском языке переходят русскоязычные школы, и с 2023 года на украинский язык переведут венгерские, польские и другие школы, обучающие на языках стран Евросоюза.
На парламентских выборах 2019 года был кандидатом от партии «Украинская стратегия Гройсмана».
В сентябре 2019 года выиграл конкурс на должность уполномоченного по защите государственного языка, но правительство проигнорировало заключение конкурсной комиссии и назначило на эту должность Татьяну Монахову. Был официально назначен уполномоченным по решению Кабмина 8 июля 2020 года, после отставки Монаховой.
В ноябре 2020 года потребовал от генерального прокурора Украины отменить в судебном порядке решения местных органов власти о функционировании «региональных языков» в Днепропетровской, Закарпатской, Запорожской, Луганской, Николаевской, Одесской, Херсонской и Черновицкой областях.
В мае 2021 года сообщил о намерении добиваться изменения гимна города Одессы, поскольку текст гимна написан на русском языке. Как указал политик, гимн должен быть или переведен на украинский язык, или руководство региона должно утвердить новый гимн города. В ответ мэр Одессы Геннадий Труханов заявил, что не поддерживает инициативу и не будет обсуждать изменение гимна, который полностью устраивает город.

## Награды и звания
- Лауреат премии Кабинета министров Украины «За вклад молодёжи в развитие государства» (за творческие достижения) (от 16 июня 2004)[14]
- Нагрудный знак МОН Украины «Отличник образования»[4]